# Willard Warner
Willard Warner (ur. 4 września 1826 w Granville, zm. 23 listopada 1906 w Chattanoodze) – amerykański polityk związany z Partią Republikańską. Reprezentował stan Alabama w Senacie Stanów Zjednoczonych.
Urodził się w Granville w stanie Ohio. W 1845 ukończył Marietta College. W 1849 przeniósł się do Kalifornii w celu poszukiwania złota. Wyprawa nie przyniosła mu jednak zysków. W 1852 wrócił na wschód i osiadł w Cincinnati, gdzie prowadził sklep. W 1854 przeniósł się do Newark, gdzie rozpoczął pracę w Newark Machine Works.
W 1856 poślubił Elizę Woods (jej brat, William Burnham Woods, został w 1880 sędzią Sądu Najwyższego Stanów Zjednoczonych).
W grudniu 1861 dołączył jako major do 76. Pułku Piechoty Ohio, z którym uczestniczył w kampanii na Missisipi. Podczas wojny awansował do stopnia generała majora (odpowiednik polskiego generała dywizji). W kampanii atlanckiej pełnił rolę generalnego inspektora.
W 1866, po zakończeniu wojny secesyjnej, został wybrany do Senatu stanu Ohio, którego członkiem był przez dwa lata. W 1867 przeniósł się do Prattville, gdzie założył plantację bawełny. W 1868 został wybrany do stanowej Izby Reprezentantów w Alabamie, a 13 lipca tego samego roku został reprezentantem tego stanu w Senacie Stanów Zjednoczonych. Po zakończeniu kadencji w 1871 bezskutecznie ubiegał się o reelekcję.
W latach 1871–1872 był inkasentem celnym w porcie w Mobile. W tym czasie odrzucił propozycje Ulyssesa Granta objęcia stanowisk gubernatora Nowego Meksyku oraz ambasadora Stanów Zjednoczonych w Argentynie. W 1873 został prezesem Tecumseh Iron Company. Jego firma rozwijała się i przynosiła zyski do połowy lat 80. Z uwagi na rosnącą konkurencję producentów z północy oraz z zagranicy oraz ze względu na rozwój nowych technologii Warner został zmuszony do zakończenia działalności i w 1890 przeniósł się do Chattanooga, gdzie prowadził kolejne interesy. W latach 1897–1898 był członkiem stanowej Izby Reprezentantów w Tennessee.
Warner zmarł w 1906 i został pochowany na cmentarzu Cedar Hill w Newark.